# Farkasok szövetsége
A Farkasok szövetsége (eredeti cím: Le Pacte des loups) 2001-es francia akciófilm, amit Christophe Gans rendezett. A főbb szerepekben Samuel Le Bihan, Mark Dacascos, Émilie Dequenne, Monica Bellucci és Vincent Cassel látható.
Franciaországban 2001. január 31-én, Magyarországon 2001. március 10-én mutatták be.

## Cselekmény
A kerettörténet 1789 júliusában indul, a francia forradalom kitörését követő hetekben, a „Nagy Rettegés” (La Grande Peur) napjaiban, amikor egymást érték a spontán parasztlázadások, nemesi kastélyok kifosztása és felgyújtása, a földesurak meglincselése. Thomas d’Apcher márki  saint-alban-i kastélyát is fenyegető, zúgolódó fáklyás csőcselék veszi körül. Hű emberei hiába figyelmeztetik, a márki nem menekül el, kastélyban marad, és befejezi emlékiratait, amelyben leírja a 25 évvel korábban történt eseményeket, melyeknek ifjúként tanúja és részese volt:
1765-ben járunk, a saint-alban-i kastélyba érkezik Grégoire de Fronsac lovag, utazó és természettudós. Kísérője az irokéz Mani, Fronsac harcostársa és vértestvére, akivel Kanadában, az angolok elleni háborúkban ismert meg. Megbízójuk, Buffon gróf, a Királyi Ligetek és Kertek főintendánsa azért hívta őket, segítsenek felderíteni a környéket már egy esztendő óta rémületben tartó „gévaudani fenevad” rejtélyét. Az ifjú Thomas d’Apcher (Jérémie Renier), Saint-Alban márki unokája bemutatja Fronsac lovagot a helybéli nemesi társaságnak: Morangias grófnak (Jean Yanne), feleségének Geneviève de Morangis grófnénak (Édith Scob), két gyermeküknek, az ifjú Jean-François (Vincent Cassel) és Marianne grófkisasszonynak (Émilie Dequenne), továbbá Sardis atyának (Jean-François Stévenin), Moncan hercegének és Laffont-nak, a királyi katonai főbiztosnak. A szabadgondolkodó Fronsac lovag hamarosan szerelembe esik a szép és kedves Marianne de Morangiasszal, de közben éppúgy találkozgat Sylviával (Monica Bellucci), egy rejtélyes itáliai prostituálttal, akihez titkos természetű kapcsolat fűzi.
Telnek a hónapok, újabb tragikus támadások történnek, nők és gyermekek esnek a fenevad áldozatául. Fronsac szívósan „helyszínel”, gyűjti a tanúvallomásokat, tárgyi bizonyítékokat. Arra a következtetésre jut, hogy a gyilkos fenevadat, amely nagyobb egy egyszerű farkasnál, emberi kéz irányítja. Nyomozása azonban megfeneklik. Viszonya a helyi nemesekkel feszültté válik, különösen Jean-François de Morangisszal-val, Marianne bátyjával. A parasztok százával irtják a farkasokat, hátha köztük megtalálják az embergyilkos példányt. Az irokéz Mani, aki különleges kapcsolatban áll a természettel, kételkedik, hogy a támadásokért farkasok lennének felelősek. Az idegen Mani szálka a babonás helyiek szemében, rettegnek tőle, személye konfliktusokat robbant ki. Lehull a hó. Látva Duhamel százados királyi dragonyosainak tehetetlenségét, a tekintélyét féltő XV. Lajos király személyes utasítására saját fővadászát, Antoine de Beauterne-t küldi a helyszínre. Megérkezése után Beauterne egy hatalmas farkast ejt el az erdőben, és felkéri Fronsacot, manipulálja a tetemet úgy, hogy az megfeleljen a fenevadról adott leírásoknak. Az átalakított tetemet Párizsba szállítják, és kiállítják. Királyi ediktum mondja ki, hogy a gévaudani fenevadat megsemmisítették. Fronsac lovag átlátja, hogy az egész szemfényvesztése csak azt a célt szolgálta, hogy senki se kérdőjelezhesse meg a királyi felség hatalmát. Hallgatásáért a király engedélyezi Fronsacnak, hogy elutazhasson Szenegálba, a francia gyarmati kereskedelmi központba.
Gévaudanban azonban hamarosan folytatódnak a gyilkos támadások, immár a hivatalos körök teljes érdektelensége mellett. Az ifjú Apcher márki felkéri Fronsacot, térjen vissza és folytassa a nyomozást, ezúttal Mani misztikus tudására támaszkodva. Fronsac visszatér Gévaudanba, hogy viszontláthassa Marianne-t. A fenevad megtámadja a házat, de Marianne-t nem bántja. Fronsac saját szemével láthatja, hogy az ismeretlen állat egy álarcos embernek engedelmeskedik. Fronsac, Mani és Apcher márki egy utolsó expedíciót indítanak, hogy megöljék az állatot. Mani, felhasználva okkult kapcsolatát a természeti erőkkel, sámáni rituáléval az előkészített csapdákba csalja a fenevadat, amely súlyosan megsebesül, mégis kitör, és visszamenekül idomítójához. A fenevad nyomát követve Mani felfedez egy rejtett, föld alatti arénát, ahol a fenevad kiképzése folyik, akárcsak egy harci kutyáé. Manit itt valaki agyonlövi, tetemét kidobják az erdőbe.
Mani temetése előtt Fronsac megállapítja, hogy barátját ezüst puskagolyóval ölték meg. Ilyent Jean-François de Morangias használ a „démonölő” fegyvereihez. Világossá válik előtte, hogy a fenevad Jean-François eszköze. Fronsac vérbosszút esküszik vértestvérének, Maninak gyilkosa ellen. Megtalálja az arénát, felgyújtja, több martalócot megöl. Ekkor azonban letartóztatják, Laffont főbiztos utasítására. Börtönében Sylvia látogatja meg, aki felfedi a bűnügy hátterét. A lány a Vatikán titkos ügynöke, feladata leleplezni a Sardis atya által vezetett fanatikus vallási összeesküvő csoportot, „Isten farkasait”, akik meg akarják gyengíteni a felvilágosodás tanaival rokonszenvező király hatalmát. A „gévaudani fenevadat” arra használják, hogy jelet küldjenek a királynak Isten haragjáról. A titkos szövetség konzervatív helyi nemesekből és bigott papokból áll.
A börtönben Sylvia látszólag megmérgezi Fronsacot, akit átmenetileg el is temetnek, így szabadítva ki őt a fogságából. Marianne közben felfedezi bátyjának, Jean-François-nak titkát, hogy ő irányítja a fenevadat, Sardis atya parancsa szerint. Jelentést akar küldeni a királynak, de Jean-François vérfertőző módon megerőszakolja és megöli húgát. A szövetség tagjai összegyűlnek egy romos templomban. Megjelenik a halálból visszatért Fronsac, nyomában Duhamel százados királyi katonái, akik összecsapnak a helyi fegyveresekkel, és gyilkos csatában leszámolnak a bűnözőkkel, az életben maradtakat foglyul ejtik. Fronsac párbajban megöli Jean-François-t, akinél megtalálja Marianne nyakláncát. Sardis atya az erdőbe menekül, de egy farkascsapat üldözőbe veszi és széttépi.
Az Apcher-kastélyban Fronsac holtan találja Marianne-t, de a Mani hagyatékában talált csodaszerrel életre kelti. Később a rejtett pincében megtalálják és kivégzik a sebesült fenevadat, valójában egy oroszlánt, amit még Jean-François hozott magával kölyökként Afrikából, és nevelt fel félelmetes, egyedül neki engedelmeskedő gyilkos vadállattá. Fronsac és Marianne Szenegálba hajóznak, Sylvia – Fronsac nélkül – visszatér megbízóihoz Rómába.
Visszatérünk 1789-be: Az idős Apcher márki befejezi emlékiratait. Leírja, hogy a fenevad történetét rajta kívül csak Fronsac lovag és Marianne de Morangias ismerik, akikről eltávozásuk óta semmi hírt sem kapott. A márki kimegy a kastély körül gyülekező fáklyás csőcselék közé, és megadja magát sorsának.

## Történelmi háttér
A film meséje a „gévaudani fenevad” (franciául: La Bête du Gévaudan) történetének szabad asszociációján alapul. Az 1760-as években, XV. Lajos francia király uralkodása alatt, Dél-Franciaországban, a hegyekkel és erdőkkel borított Gévaudan vidék – a mai Lozère megye – falvaiban megszaporodtak az ember elleni farkastámadások. A fennmaradt jelentések szerint 90 és 120 közé tehető a súlyos, legtöbbször halállal végződő támadások száma. A pánikba esett lakosság tömegesen kezdte irtani a farkasokat, eredménytelenül. A hétéves háború utáni recesszióban a korabeli francia sajtó erősen kiszínezte, felnagyította a véres híreket, melyeket a külföldi sajtó is átvett. A bigottan vallásos lakosok gyakran isten büntetésének vélték a csapást, bűnbakokat kerestek, lincselések történtek. A hírverés Versailles-ba is eljutott. A helyiek támogatására királyi katonaságot küldtek. 1765 szeptemberében François Antoine, a király fővadásza kilőtt egy nagyméretű farkast, amelynek bőrét ünnepélyesen Versailles-ba vitték, de a gyilkos támadások rövidesen újrakezdődtek. 1767 júniusában egy helybéli parasztember kilőtt még egy agresszív farkast, ezután a támadások megszűntek. Az újságok még sokáig közöltek kiagyalt történeteket, összeesküvés-elméletekkel színezve. A „gévaudani fenevad” pontos mibenléte ma is természettudományos viták tárgyát képezi. Későbbi évszázadokban az eseményre számos kalandos fikciós történetet építettek. Ez a film a helyi konzervatív egyházi és nemesi körök titkos összeesküvését teszi meg a történések felelősévé, akik okkult praktikákkal a felvilágosodás terjedését akarják gátolni.

## Szereposztás
| Szerep                          | Színész                | Magyar hangja (1. szinkron) |
| ------------------------------- | ---------------------- | --------------------------- |
| Grégoire de Fronsac lovag       | Samuel Le Bihan        | Viczián Ottó                |
| Jean-François de Morangias      | Vincent Cassel         | Széles Tamás                |
| Marianne de Morangias           | Émilie Dequenne        | Götz Anna                   |
| Sylvia                          | Monica Bellucci        | Létay Dóra                  |
| Thomas d’Apcher márki, fiatalon | Jérémie Renier         | Tímár Andor                 |
| Thomas d’Apcher márki, idősen   | Jacques Perrin         | Perlaki István              |
| Mani                            | Mark Dacascos          | N/A                         |
| Morangias gróf                  | Jean Yanne             | Kristóf Tibor               |
| Geneviève de Morangias grófné   | Édith Scob             | Menszátor Magdolna          |
| Henri Sardis atya               | Jean-François Stévenin | Barbinek Péter              |
| Antoine de Beauterne fővadász   | Johan Leysen           | Mihályi Győző               |
| Pierre-Jean Laffont főbiztos    | Bernard Farcy          | Szersén Gyula               |
| D’Apcher márki, a nagyapa       | Hans Meyer             | Fülöp Zsigmond              |
| Jean Chastel                    | Philippe Nahon         | N/A                         |
| Louis                           | Gaspard Ulliel         | N/A                         |
| Maxime Des Forêts               | Nicolas Vaude          | Crespo Rodrigo              |
| Pletykafészek                   | Virginie Darmon        | N/A                         |
| Duhamel kapitány                | Eric Prat              | Orosz István                |
| Gontran de Moncan herceg        | Jean-Loup Wolff        | Imre István                 |
| Georges-Louis de Buffon         | André Penvern          | N/A                         |
| Mercier                         | Bernard Fresson        | N/A                         |

A magyar változat munkatársai
- Felolvasása: Tóth G. Zoltán
- Magyar szöveg: Szatmári György
- Hangmérnök és vágó: Weichinger Kálmán
- Rendezőasszisztens: Dudás Zsuzsa
- Gyártásvezető: Molnár Melinda
- Szinkronrendező: Berzsenyi Zoltán
- Produkciós vezető: Hingl Péter

## Jelölések
| Év   | Nyertesek és jelöltek                               |
| ---- | --------------------------------------------------- |
| 2001 | Európai Filmakadémia közönségdíja – legjobb rendező |
| 2002 | César-díj a legjobb filmzenének                     |
| 2002 | César-díj a legjobb jelmeznek                       |
| 2002 | César-díj a legjobb hangnak                         |
| 2002 | César-díj a legjobb díszletnek                      |